# Idioteuthis latipinna
Idioteuthis latipinna är en bläckfiskart som beskrevs av Sasaki 1916. Idioteuthis latipinna ingår i släktet Idioteuthis och familjen Mastigoteuthidae. Inga underarter finns listade i Catalogue of Life.

## Bildgalleri

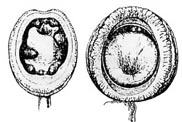
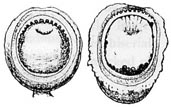